# Paráč

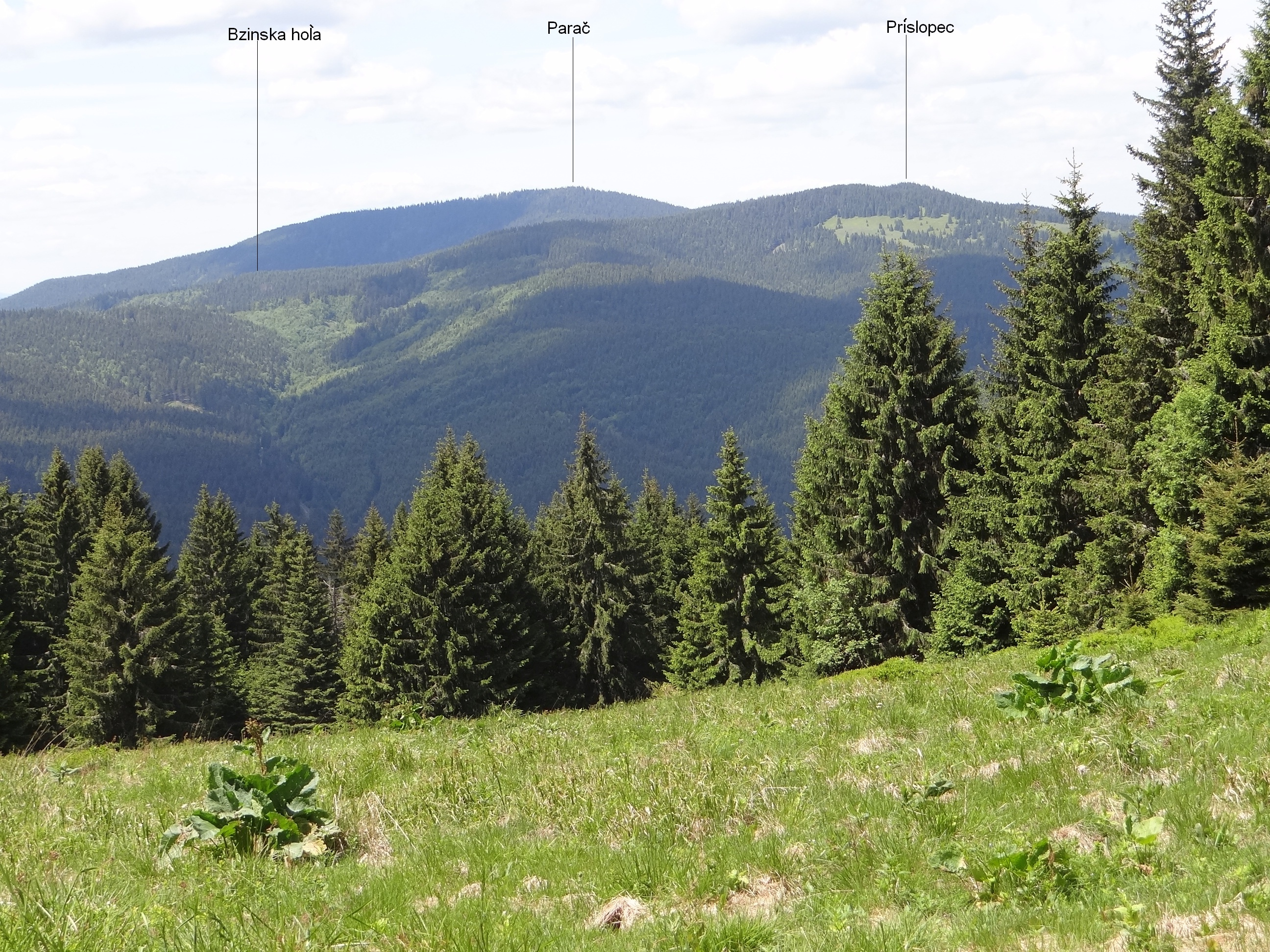
Widok z Mokradskiej Hali

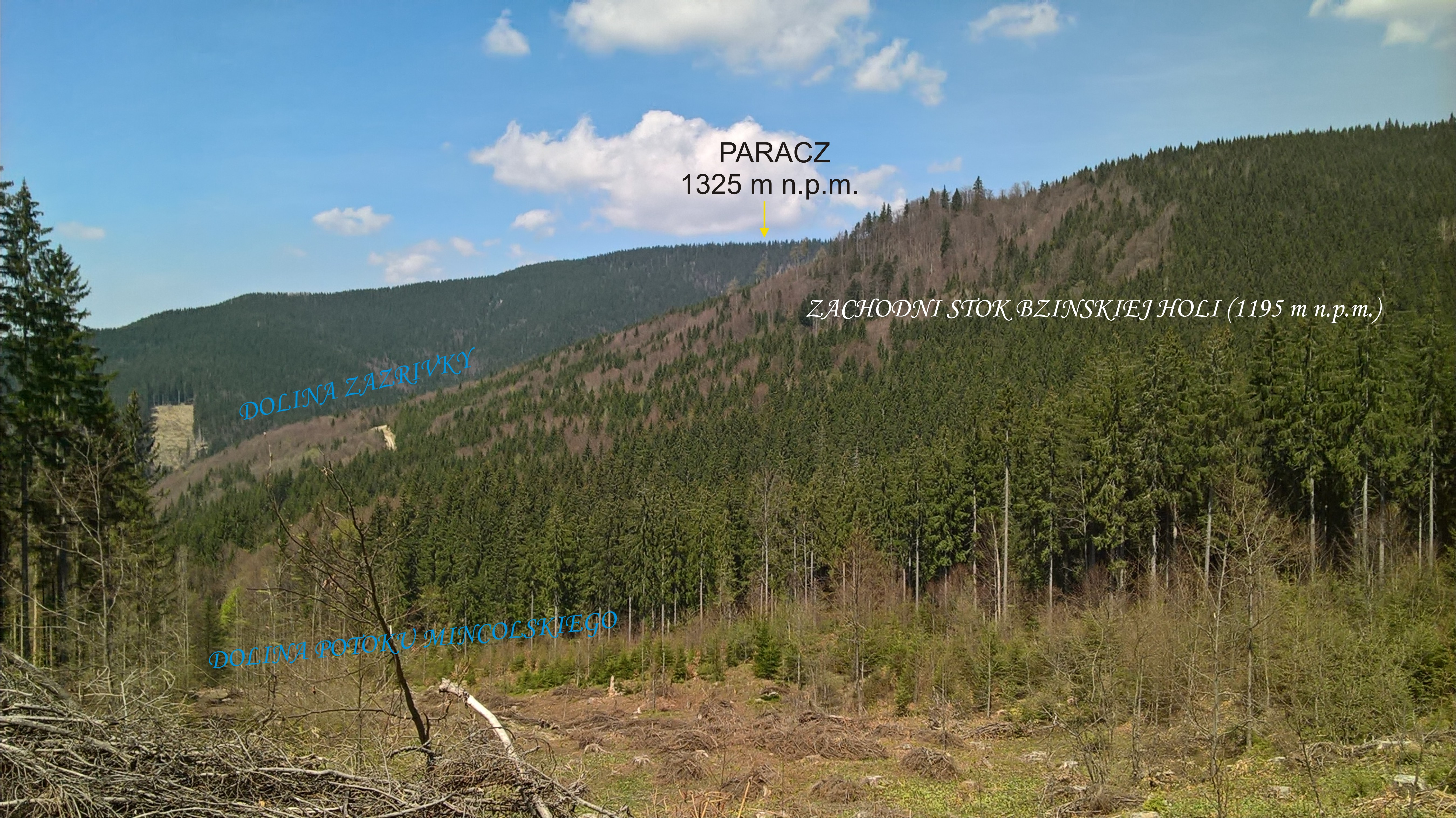
Szczyt Paracza widziany od strony południowej

Paráč (pol. Paracz, 1325 m) – trzeci co do wysokości szczyt w grupie górskiej Magury Orawskiej na Słowacji, najwyższy w tzw. Grupie Paracza.

## Nazwa
Nazwa szczytu wiąże się prawdopodobnie z okresem kolonizacji wołoskiej i oznacza „wypalone miejsce w lesie”.

## Położenie
Paracz wznosi się w centralnej części swej grupy, w wysokim grzbiecie przebiegającym w kierunku wschód – zachód. Znajduje się pomiędzy szczytem Príslopec (1258 m) na wschodzie, przez który jego grupa łączy się z Pasmem Kubińskiej Hali, a szczytem Okrúhlica (1165 m) na zachodzie, przez który łączy się z Beskidem Orawsko-Żywieckim (słow. Oravské Beskydy) – i z głównym wododziałowym grzbietem Karpat.

## Geologia – morfologia
Masyw Paracza jest zbudowany z potężnych warstw piaskowców tzw. magurskich. Wierzchołek Paracza jest masywny, rozłożysty. Jego południowe stoki opadają stromo, nieco amfiteatralnie ku źródłowym ciekom wodnym potoku Zázrivka. Stoki północne, mniej strome, rozdzielają się niżej na kilka większych i mniejszych grzbietów, rozciętych pierwszymi prawobrzeżnymi dopływami Białej Orawy. Sama Biała Orawa ma swe źródła na zachodnich stokach masywu Paracza, na wysokości ok. 1100 m.

## Flora i fauna, ochrona przyrody
Praktycznie cały masyw Paracza, wraz z samym szczytem, jest zalesiony. Nieliczne polany znajdują się dopiero na niektórych bocznych grzbietach. Ze względu na dobrze zachowany pierwotny charakter kompleksu leśnych świerczyn w strefie górnego regla, obejmującego szczytową kopułę góry, została w 1980 r. objęta ochroną jako Rezerwat przyrody Paráč.

## Turystyka
Masyw Paracza nie jest zbyt często odwiedzany przez turystów, chociaż prowadzi nań kilka szlaków turystycznych:
Od strony północnej:
, a następnie  z  Orawskiej Leśnej przez przysiółek Flajšova 4:00 h (z powrotem 3:15 h).
Od strony południowej:
 z Zázrivej przez przysiółek Kozinská, Minčol (1139 m) i Príslopec (1258 m) 4:30 h (z powrotem 3:45 h);
, a następnie  z Zázrivej przez przysiółek Malá Havrania 2:45 h (z powrotem 2 h);
, a następnie  z Zázrivej przez szczyt Javorinka (1210 m) 4 h (z powrotem 3:15 h).